# Фредеріксбург (округ Лебанон, Пенсільванія)
Фредеріксбург (англ. Fredericksburg) — переписна місцевість (CDP) в США, в окрузі Лебанон штату Пенсільванія. Населення — 1448 осіб (2020).

## Географія
Фредеріксбург розташований за координатами 40°26′39″ пн. ш. 76°26′16″ зх. д. / 40.44417° пн. ш. 76.43778° зх. д. (40.444095, -76.437689).  За даними Бюро перепису населення США в 2010 році переписна місцевість мала площу 4,97 км², уся площа — суходіл.

## Демографія
Згідно з переписом 2010 року, у селищі мешкало 1357 осіб у 544 домогосподарствах у складі 396 родин. Густота населення становила 273 особи/км².  Було 566 помешкань (114/км²).
Расовий склад населення:
| - 95,2 % — білих - 1,8 % — чорних або афроамериканців - 1,1 % — азіатів - 0,1 % — вихідців з тихоокеанських островів |

До двох чи більше рас належало 0,8 %. Частка іспаномовних становила 2,1 % від усіх жителів.
За віковим діапазоном населення розподілялося таким чином: 22,3 % — особи молодші 18 років, 62,4 % — особи у віці 18—64 років, 15,3 % — особи у віці 65 років та старші. Медіана віку мешканця становила 40,4 року. На 100 осіб жіночої статі у селищі припадало 100,7 чоловіків;  на 100 жінок у віці від 18 років та старших — 96,3 чоловіків також старших 18 років.
Середній дохід на одне домашнє господарство  становив 59 137 доларів США (медіана — 57 717), а середній дохід на одну сім'ю — 67 467 доларів (медіана — 59 130). За межею бідності перебувало 10,3 % осіб, у тому числі 8,0 % дітей у віці до 18 років та 0,0 % осіб у віці 65 років та старших.
Цивільне працевлаштоване населення становило 614 осіб. Основні галузі зайнятості: освіта, охорона здоров'я та соціальна допомога — 22,5 %, виробництво — 17,1 %, транспорт — 12,7 %, мистецтво, розваги та відпочинок — 11,4 %.